# 科夫賴河 (第聶伯河支流)
科夫賴河（烏克蘭語：Коврай），是烏克蘭的河流，位於該國中部，發源自弗蘭基夫卡，流經切爾卡瑟州，河口處在科夫賴西南面，河道全長27公里，流域面積256平方公里。